# Colonização dinamarquesa da América
A Dinamarca e o antigo Reino da Dinamarca e Noruega tiveram um império colonial do século XVII ao século XX, e grande parte desse império se encontrava nas Américas. A Dinamarca e a Noruega, de uma forma ou de outra, também mantiveram as reivindicações de terras na Groenlândia desde o século XIII.

## Groenlândia

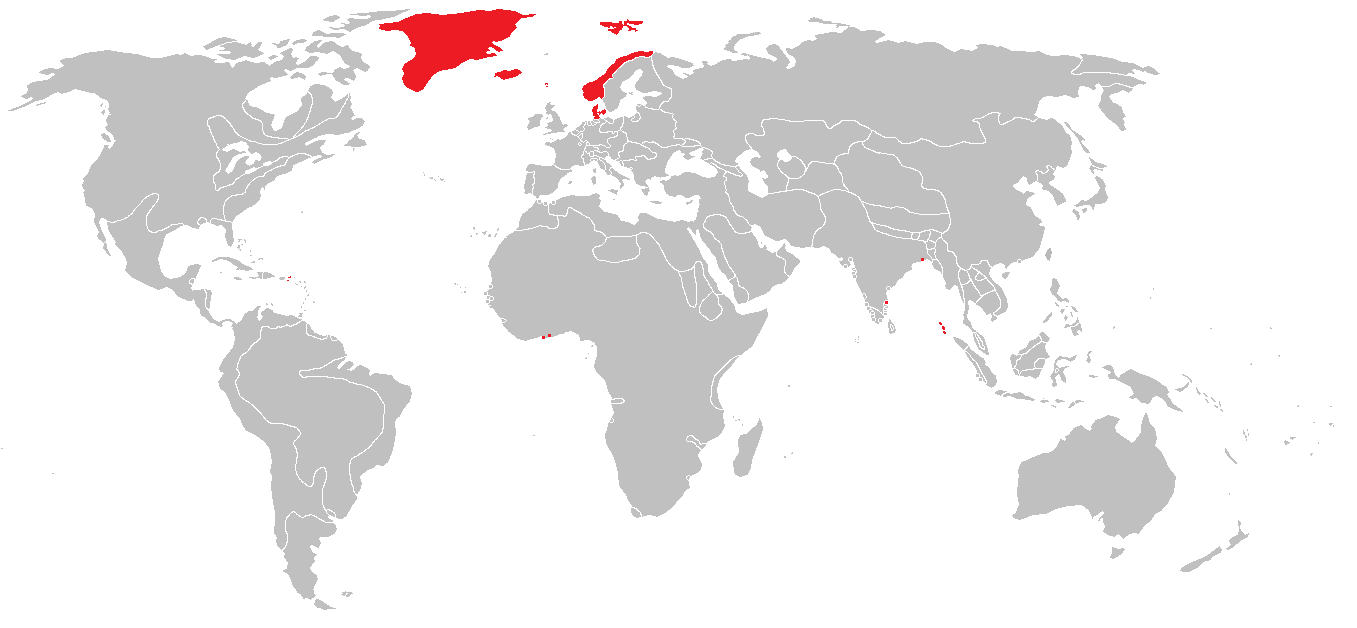
Possessões da Dinamarca-Noruega por volta de 1800.

A Groenlândia, colonizada pelos nórdicos a partir dos anos 980, submeteu-se ao domínio norueguês em 1261. A Noruega entrou na União de Kalmar com a Dinamarca e a Suécia em 1397 e seus territórios ultramarinos, incluindo a Groenlândia, ficaram sujeitos ao rei em Copenhaga. O assentamento escandinavo na Groenlândia declinou ao longo dos anos e o último registro escrito é um casamento registrado em 1408, embora as reivindicações norueguesas sobre a terra permanecessem. Após o estabelecimento de uma Suécia independente, a Noruega e a Dinamarca foram reorganizadas em uma organização política agora conhecida como Dinamarca-Noruega em 1536 e a soberania norueguesa nominal sobre a Groenlândia foi adotada pelo novo reino. Apesar do declínio do acordo europeu e da perda de contato, a Dinamarca-Noruega continuou a manter sua reivindicação de senhorio da Groenlândia.
Entre os anos 1605-1607, o rei Cristiano IV da Dinamarca encomendou três expedições à Groenlândia. Essas expedições foram realizadas a fim de localizar o assentamento oriental nórdico perdido, bem como para reafirmar a soberania dinamarquesa sobre a Groenlândia. As expedições foram em grande parte mal sucedidas, em parte devido a seus líderes que não tinham experiência com o gelo ártico e condições climáticas difíceis. Além disso, expedições posteriores foram pesquisadas na costa leste da Groenlândia, que era quase inacessível na época devido ao gelo à deriva do sul. Na década de 1660, um urso polar foi adicionado ao brasão real. Nessa mesma época, navios dano-noruegueses, unidos por navios de vários outros países europeus, começaram a viajar para a Groenlândia para caçar baleias-anãs, embora nenhuma recolonização formal tenha sido tentada.
Em 1721, o ministro luterano norueguês Hans Egede e sua Companhia Bergen Greenland receberam uma carta real do rei Frederico IV concedendo-lhes ampla autoridade sobre a Groenlândia e comissionando-os a procurar a antiga colônia nórdica e espalhar a Reforma entre seus habitantes, que se presumiam ainda ser católico ou ter voltado ao paganismo. Egede conduziu três barcos para o rio Baal (atualmente Nuup Kangerlua) e estabeleceu Hope Colony em Kangeq com sua família e algumas dezenas de colonos. Não encontrando sobreviventes nórdicos, ele iniciou uma missão entre os Inuit e batizou a primeira criança convertida em 1724. Enquanto isso, seus colonos foram devastados pelo escorbuto e os holandeses atacaram e incendiaram uma estação baleeira erguida em Nipisat. A companhia de Bergen faliu em 1727. O rei Frederico tentou substituí-la por uma colônia real enviando o Major Claus Paars e várias dezenas de soldados e condenados para erigir uma fortaleza para a colônia em 1728, mas este novo assentamento da Boa Esperança (Godthaab) falhou a motim e escorbuto e a comitiva foi chamada de volta em 1730.

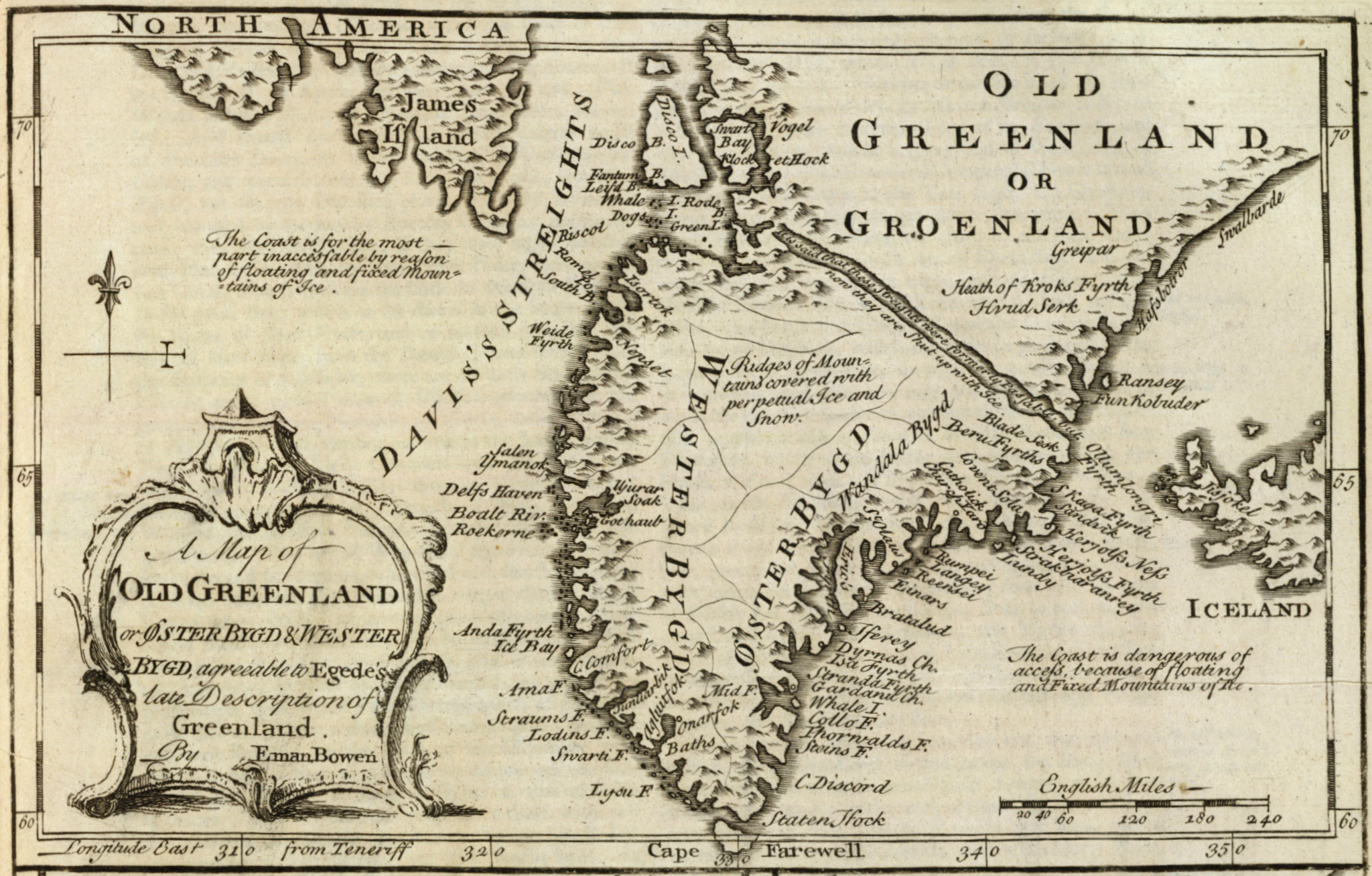
Um mapa de 1747 baseado nas descrições de Egede, incluyindo muitos erros geográficos comuns à época.

Três missionários morávios liderados por Matthias Stach chegaram em 1733 e iniciaram a primeira de uma série de estações missionárias em Neu-Herrnhut (que depois se desenvolveram na atual capital Nuuk), mas uma criança Inuit que retornou trouxe a varíola da Dinamarca e uma grande proporção da população. população nativa morreu nos anos seguintes. A morte da esposa de Egede provocou seu retorno à Dinamarca, com seu filho Paul deixado encarregado do assentamento. O comerciante dinamarquês Jacob Severin foi concedido autoridade sobre a colônia 1734-1740, que foi prorrogado até 1749, auxiliado pelo patronato real e patrocínio da Morávia de algumas das atividades missionárias Egede. Ele foi sucedido pela Companhia Geral de Comércio (Det almindelige Handelskompagni). Ambos receberam navios armados e monopólios totais sobre o comércio em torno de seus assentamentos, para evitar que produtos holandeses mais bem armados, com preços mais baixos e melhor qualidade quebrassem a empresa. A natureza variada de seus monopólios levou-os a fundar novos assentamentos: Christianshåb (1734), Jakobshavn (1741), Frederikshåb (1742), Claushavn (1752), Fiskenæsset (1754), Ritenbenck e Egedesminde e Sukkertoppen (1755), Holsteinsborg (1756 ), Uummannaq (1758), Upernavik (1771), Godhavn (1773) e Julianehåb (1774). O GTC dobrou em 1774 e foi substituído pelo Departamento de Comércio Real da Groenlândia (Kongelige Grønlandske Handel, KGH), que reconheceu que a ilha não possuía terras férteis nem riqueza mineral facilmente acessível e que a renda seria dependente do comércio de caça às baleias e focas, com os nativos inuit. Uma tentativa inicial de manejar uma frota baleeira escandinava administrada pelo governo foi abortada e, em vez disso, a instrução de 1782 do KGH proibiu novas tentativas de urbanizar os Inuit ou alterar seu estilo de vida tradicional através de melhores oportunidades de emprego ou vendas de itens de luxo. Um efeito foi que a construção de novos assentamentos foi efetivamente suspensa depois de Nanortalik (1797) por um século até o estabelecimento de Ammassalik na costa oriental em 1894. As Instruções de 1782 também estabeleceram conselhos de governo separados para o norte e sul da Groenlândia.
A intervenção dinamarquesa em nome da França durante as Guerras Napoleônicas terminou com o corte da Dinamarca-Noruega sob o Tratado de Kiel de 1814, que concedeu a Noruega continental à Suécia, mas manteve as antigas colônias norueguesas sob a coroa dinamarquesa. Repetidas investigações sobre o comércio da Gronelândia e o fim do absolutismo na Dinamarca não acabaram com os monopólios da KGH. Em 1857, os administradores estabeleceram parsissaets, conselhos locais conduzidos em Língua groenlandesa com menor controle sobre as decisões de gastos em cada conselho. Em 1912, a independência da Groenlândia Real terminou e suas operações foram incorporadas ao Ministério do Interior.
A exploração ártica colocou em dúvida a soberania dinamarquesa sobre toda a Groenlândia: o princípio de terra nullius parecia deixar enormes extensões do território disponíveis para novos participantes. A Dinamarca respondeu lentamente adquirindo acordos diplomáticos reconhecendo sua soberania das partes envolvidas, começando com o tratado vendendo as Ilhas Virgens Dinamarquesas para os Estados Unidos em 1917. A Noruega - que se tornara independente da Suécia em 1905 - eventualmente protestou e reivindicou a terra de Erik, no leste da Groenlândia, em 1931. O Tribunal Permanente de Justiça Internacional decidiu contra a Noruega dois anos depois, ainda que por motivos questionáveis.
A queda da Dinamarca no início de 1940 aumentou muito o poder e a importância dos governadores da Groenlândia, mas em 1941 a ilha havia se tornado um protetorado americano. Após a guerra, a antiga política corporativa foi descontinuada: as colônias norte e sul da Groenlândia foram unidas e o monopólio da RGTD terminou oficialmente. Em 1953, o status colonial da Groenlândia foi encerrado e tornou-se parte integrante do Reino da Dinamarca, com representação no Folketing. Em 1979, o Folketing concedeu a regra de governo autónomo e, em 2009, todos os outros assuntos além da defesa e política externa foram transferidos para o parlamento regional.

## Índias Ocidentais

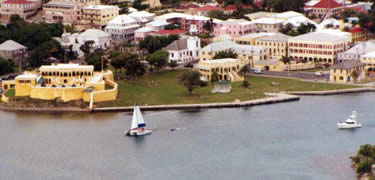
Christiansted, Índias Ocidentais Dinamarquesas.

Exploradores (principalmente noruegueses), cientistas, comerciantes (principalmente dinamarqueses) e colonos da Dinamarca-Noruega tomaram posse das Índias Ocidentais Dinamarquesas (atuais Ilhas Virgens dos Estados Unidos) no final do século XVII e início do século XVIII.
A Dinamarca fundou colônias em São Tomás em 1665 e São João em 1683 (embora o controle do último foi disputado com a Grã-Bretanha até 1718), e comprou St. Croix da França em 1733. Durante o século XVIII, as Ilhas Virgens no Mar do Caribe foram divididas em duas unidades territoriais, uma britânica e outra dinamarquesa. As ilhas dano-norueguesas eram administradas pela Companhia Dinamarquesa das Índias Ocidentais e Guiné até 1755, quando o rei dano-norueguês as comprou.
A cana-de-açúcar, produzida pelo trabalho escravo, impulsionou a economia das ilhas durante o século XVIII e o início do século XIX. Um comércio triangular existia com fabricantes dinamarqueses comprando escravos africanos que por sua vez eram comercializados para o açúcar das Índias Ocidentais destinado à Dinamarca. Embora o comércio de escravos tenha sido abolido em 1803, a escravidão em si não foi abolida até 1848, depois que vários escravos em massa escaparam para as ilhas britânicas livres e houve um subsequente protesto de escravos. As Ilhas Virgens dinamarquesas também foram usadas como base para piratas. Os colonos britânicos e holandeses se tornaram os maiores grupos não-escravos nas ilhas. Suas línguas predominaram, tanto que o governo dinamarquês, em 1839, declarou que as crianças escravas deveriam frequentar a escola na língua inglesa. A colônia atingiu sua maior população nos anos 1840-50, após o que uma desaceleração econômica aumentou a emigração e a população caiu, uma tendência que continuou até depois da compra das ilhas pelos Estados Unidos. As Índias Ocidentais dinamarquesas tinham 34.000 habitantes em 1880.
Em 1868, os ilhéus votaram para vender a colônia para os Estados Unidos, mas sua oferta foi rejeitada. Em 1902, a Dinamarca rejeitou uma oferta de compra estadunidense. Em 1917, os Estados Unidos compraram as ilhas, que estavam em declínio econômico desde a abolição da escravatura.